# Isaiah Ikey Owens
Isaiah Ikey Owens, rodným jménem Isaiah Randolph Owens (1. prosince 1975 – 14. října 2014) byl americký hudebník − hráč na klávesové nástroje a hudební producent. V letech 2001 až 2009 vystupoval se skupinou The Mars Volta. V roce 2012 začal hrát s kytaristou Jackem Whitem, v jehož skupině zůstal až do své smrti o dva roky později. Zemřel v době, kdy byl na turné s Whitem v Mexiku. Příčinou smrti byl srdeční infarkt. Během své kariréy spolupracoval i s dalšími hudebníky, mezi které patří například Saul Williams, Z-Trip či Mastodon.